# Street Sense

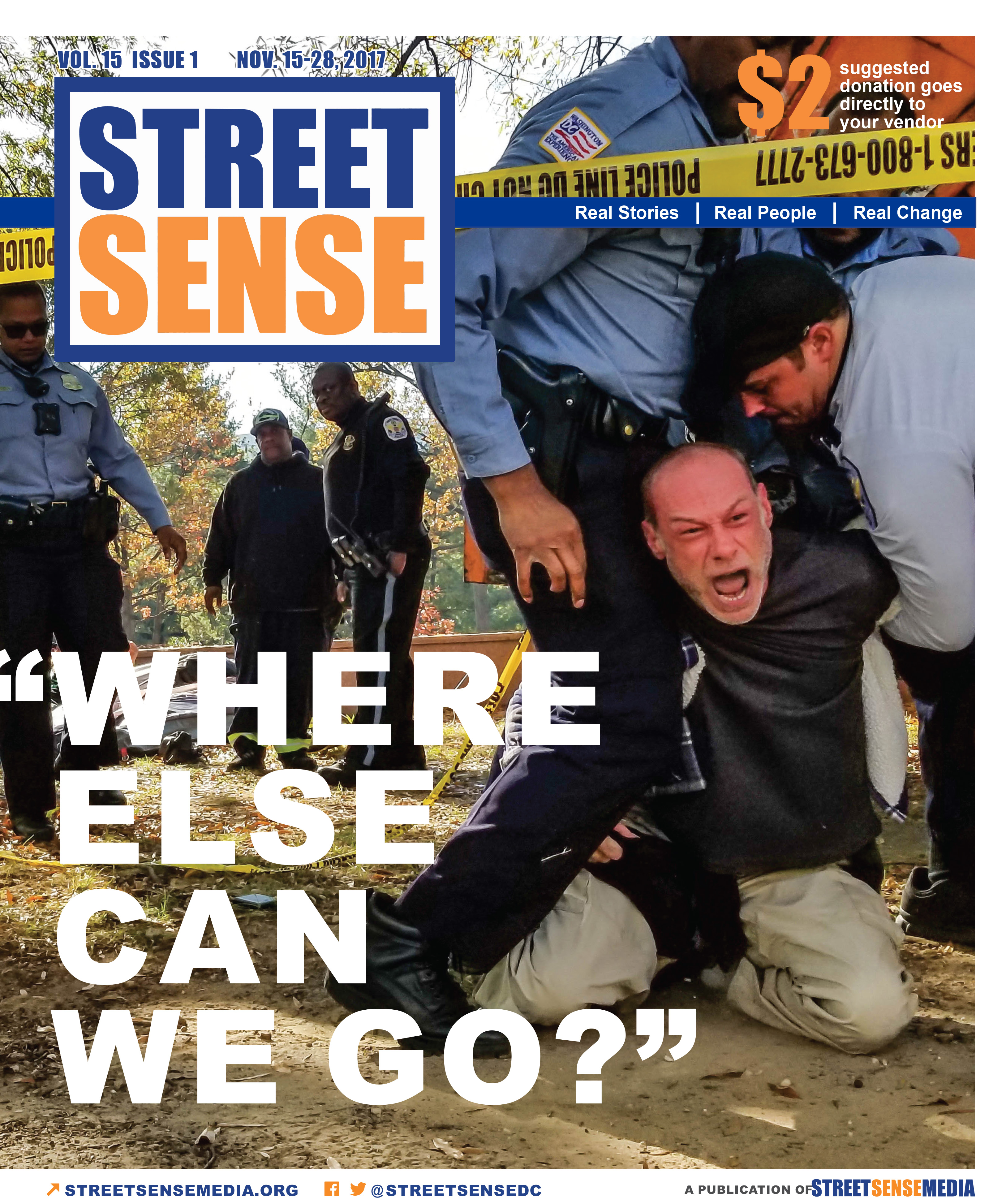
Street Sense街头杂志第15卷第1期

Street Sense是華盛頓州的16頁雙週刊街頭報紙，創刊於2003年。其宗旨為喚起公眾對於城市中的街友和窮人議題的關注，並為處於無家可歸的人創造經濟出路。報紙以有關街友和窮人的文章為主，這些文章是由無家可歸者、過去曾無家可歸的人、以及其它志工所撰寫。

## 歷史
Street Sense始於2003年8月，兩名志願者Laura Thomspon Osuri和Ted Henson 先後向全國流浪者聯盟提議在華盛頓州創辦街頭報紙。
在聚集了核心的熱心志願者和販賣者後，Street Sense於2003年11月發行創刊號，共印刷了五千份。在接下來的三年，報紙穩定地每月出刊一次，並且大大地拓展了發行量和販售者網路。
第一年，Street Sense作為全國流浪者聯盟的一個計畫營運，但在2004年10月，它正式成為法定組織並且搬遷到自己的辦公室。
2005年3月，Street Sense成為了501(c)(3)組織，成為一獨立的非營利組織。
2005年10月，Street Sense成立了完整的董事會。同年11月雇用了第一個員工，聯合創始人Laura Thompson Osuri為全職的執行董事。
一年後，2006年11月，它雇用了第一個販售者協調員，Jesse Smith, Jr.。
2007年2月，Street Sense隨著販售者網路擴大到超過五十名無家可歸者，開始一個月發行兩期。直到2010年3月時已有大約100名活躍的販售者。

## 販售者
Street Sense總是由貧困的個別販售者販賣，一個月銷售約30000份。每個販售者為每份報紙付出0.5美元來負擔出版支出，以2美元的建議捐贈價賣出每份報紙。顧客可能選擇付比2美元要多的錢作為慈善捐獻。販賣者每天藉由賣報紙賺進約45美元。
販售者在販賣時必須穿上Street Sense的識別徽章。許多販售者還會穿上附有Street Sense標誌的黃色背心。
所有的販售者都必須同意下列的行為守則：
1. Street Sense以2美元的自願捐獻形式銷售。我同意不以任何其他方法要求更多給Street Sense的金錢或捐贈。
2. 我只向Street Sense的工作人員購買報紙，且不會賣報紙給其它販售者。
3. 我同意尊重對待所有的人——顧客、工作人員、其它販售者——並且不威脅、強迫銷售或對客人施加壓力。
4. 我同意不在私人物產上販售Street Sense。
5. 我了解我不是Street Sense的合法雇員，而是對我自己的福利和收入負責的契約工作者。
6. 我同意當我販售報紙時，不販售額外的貨物或產品。
7. 我不會在酒精或藥物的影響下販售Street Sense。
8. 我同意和其它販售者相隔一個街區。
9. 我了解我的徽章和背心是Street Sense的財產且不會損毀。我在購買報紙時會出示徽章，販賣報紙時會展示徽章。
10. 我了解Street Sense提供無家可歸者收入來源，同時也致力於成為一份涵蓋街友和窮人議題的報紙。我會嘗試幫助這些努力並宣揚理念。

## 隸屬
Street Sense是國際街頭報紙和北美街報協會的會員。

## 外部連結
- Street Sense官方網站（页面存档备份，存于）
- 北美街報協會官方網站（页面存档备份，存于）
- 國際街頭報紙官方網站（页面存档备份，存于）